# Toyah Willcox

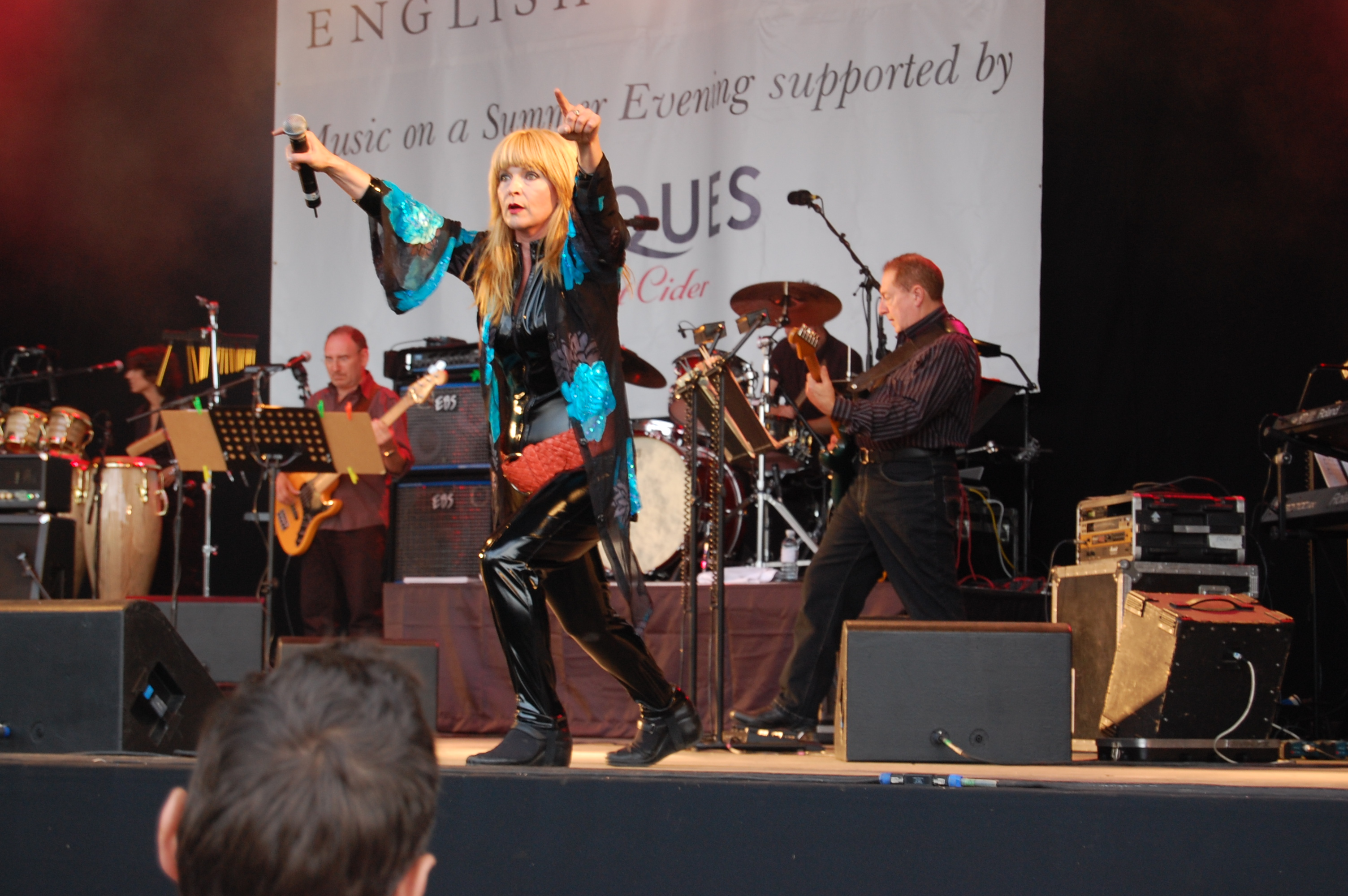
Toyah Willcox

Toyah Willcox (King's Heath (Birmingham), 18 mei 1958) is een Britse zangeres en actrice. Als zangeres is ze kortweg bekend als Toyah.
Ze bezocht de Old Rep Drama School in Birmingham, alwaar ze een acteursopleiding volgde. In 1977 speelde ze naast Adam Ant in de film Jubilee en in 1979 in Quadrophenia; met haar vreemde, hese stemgeluid werd ze snel opgemerkt in de punkrock-scène. Als Toyah bracht ze vooreerst zes singles uit, totdat ze in 1981 een hit scoorde met 'It's a Mystery' en 'I Want to be Free'. De British Pop and Rock Awards riepen haar in 1983 tot beste zangeres uit. In 1986 huwde ze met Robert Fripp van King Crimson. Tot 1984 had ze een contract met het label Safari; sedertdien ging ze evenwel solo verder. In de vroege tachtiger jaren slaagde ze erin enkele succesrijke nummers in de new wave te lanceren, zoals 'Brave New World' en 'Thunder in the Mountains'. Het album Anthem bereikte de tweede plaats in de Britse albumcharts.
Naast haar muzikale carrière was Toyah Willcox ook als actrice bekend. In 1979 speelde ze in de serie Quartermass en in 1984 in The Ebony Tower, met Sir Laurence Olivier. Ze had in het theater eveneens rollen in diverse Shakespeare-stukken en op televisie presenteerde ze verschillende programma's. Vanaf 1999 verzorgde ze op de BBC commentaarstemmen voor de Teletubbies en Brum. Ze heeft als actrice traditioneel een conventioneler imago dan als zangeres: vooral in de beginjaren werd ze als non-conformistisch en extravagant voorgesteld, met schreeuwerige schmink en een opvallend kapsel. Ze verloor dit beeld echter snel, naarmate ze meer alledaagse rollen op het toneel begon te spelen en zich intensief met kinderprogramma's bezig begon te houden.
In 2007 werkt ze samen met Bill Rieflin van R.E.M., onder de naam The Humans, aan een nieuw album, dat van een tournee door Estland vergezeld wordt. Daarnaast schrijft ze ook nog materiaal met Simon Darlow, die sinds 1982 deel van de groep Toyah uitmaakte.
In 2000 schreef Toyah Willcox haar autobiografie, Living Out Loud. Dit werd gevolgd door een boek over haar ervaringen met plastische chirurgie, Diary of a Facelift.

## Discografie

### Albums
- 1979 Sheep farming in Barnet
- 1980 The blue meaning
- 1981 Toyah! Toyah! Toyah! (live)
- 1981 Anthem
- 1982 The changeling
- 1982 Warrior rock: Toyah on tour (live)
- 1983 Love is the law
- 1984 Toyah Toyah Toyah (compilatie)
- 1985 Mayhem
- 1985 Minx
- 1987 Desire
- 1988 Prostitute
- 1991 Ophelia's shadow
- 1993 Take the leap!
- 1994 Dreamchild
- 1994 The best of Toyah
- 1995 Looking back
- 1996 The acoustic album
- 1997 The very best of Toyah
- 1998 Live & More - Live Favourites & Rarities
- 1998 Proud, Loud & Heard - The best of Toyah
- 2002 Little tears of love (ep)
- 2003 Velvet lined shell (mini-album)
- 2005 The Safari Records singles collection Part 1: 1979-1981
- 2005 The Safari Records singles collection Part 2: 1981-1983
- 2008 In the court of the crimson queen
- 2009 We are the humans (met The Humans)
- 2021 Posh Pop
- 2025 Chameleon – The Very Best of Toyah (compilatie)

Met Robert Fripp:
- 1986 The Lady Or The Tiger (Toyah & Fripp)
- 1991 Kneeling At The Shrine (Sunday All Over The World)

### Singles
- 1979 Victims of the Riddle
- 1979 Sheep Farming In Barnet (AP = Alternative Play, single met zes nummers, waaronder 'Neon Womb')
- 1980 Bird In Flight/Tribal Look
- 1980 IEYA (heruitgebracht in 1982)
- 1980 Danced (live)
- 1981 Four from Toyah
- 1981 I Want to Be Free
- 1981 Thunder in the Mountains
- 1981 Four More from Toyah
- 1982 Brave New World
- 1982 Nine to Five (als The Maneaters, uit de film Jubilee)
- 1982 Be Loud, Be Proud (Be Heard)
- 1983 Rebel Run
- 1983 The Vow
- 1985 Don't Fall in Love (I Said)
- 1985 Soul Passing Through Soul
- 1987 Echo Beach
- 1987 Moonlight Dancing
- 1993 Out Of The Blue
- 1994 Now & Then